# Every Night (bài hát của EXID)
"Every Night" (Hangul: 매일밤; Maeilbam) là một bài hát của nhóm nhạc nữ Hàn Quốc EXID, được AB Entertainment phát hành vào ngày 2 tháng 10 năm 2012. Bài hát do thành viên LE viết lời và được cô cùng với Shinsadong Tiger phổ nhạc. "Every Night" là một phiên bản khác của bài hát "Phone Call" nằm trong mini-album đầu tay của EXID, Hippity Hop.

## Quảng bá
EXID quay trở lại trên các chương trình truyền hình âm nhạc với "Every Night" vào ngày 12 tháng 10 năm 2012 trên Music Bank. Nhóm cũng biểu diễn bài hát trên nhiều chương trình khác, bao gồm M! Countdown, Show! Music Core và Inkigayo trong suốt tháng 10 và tháng 11 năm 2012.

## Video âm nhạc
Video âm nhạc của "Every Night" được ra mắt vào ngày 4 tháng 10 năm 2012. Trong video, các thành viên của EXID pha chế một chất lỏng màu đỏ tươi và cho nó vào các ống thủy tinh rồi đưa chúng đi trong một cái va li. Sau đó video chuyển cảnh sang một bữa tiệc, ở đó một người đàn ông mặc com lê được vây quanh bởi nhiều phụ nữ mặc váy dạ hội. EXID bước vào căn phòng và chúc rượu người đàn ông, rồi lấy các ống thủy tinh ra và ném chúng xuống đất, khiến chất lỏng màu đỏ phát tán. Chất lỏng đó làm cho các phụ nữ hắt hơi và phun sâm panh vào người đàn ông. Họ trở nên bất tỉnh và ngã xuống đất, trong khi EXID đeo mặt nạ phòng độc và biểu diễn bài hát. Sau đó video tua ngược lại về khởi đầu và cho thấy chất lỏng màu đỏ được pha chế từ ớt.

## Danh sách bài hát
| STT              | Nhan đề                   | Phổ lời          | Phổ nhạc            | Thời lượng |
| ---------------- | ------------------------- | ---------------- | ------------------- | ---------- |
| 1.               | "Every Night"             | LE               | LE Shinsadong Tiger | 3:51       |
| 2.               | "Every Night" (Không lời) |                  | LE Shinsadong Tiger | 3:51       |
| Tổng thời lượng: | Tổng thời lượng:          | Tổng thời lượng: | Tổng thời lượng:    | 7:02       |

## Bảng xếp hạng
| Bảng xếp hạng                | Thứ hạng cao nhất |
| ---------------------------- | ----------------- |
| Gaon Singles Chart           | 43                |
| Gaon Monthly Singles chart   | 100               |
| Gaon Streaming Singles chart | 70                |
| Gaon Download Singles chart  | 40                |
| Gaon BGM chart               | 59                |

## Lịch sử phát hành
| Khu vực       | Ngày                | Định dạng | Hãng đĩa                            |
| ------------- | ------------------- | --------- | ----------------------------------- |
| Toàn thế giới | 2 tháng 10 năm 2012 | Tải về    | AB Entertainment LOEN Entertainment |
| Hàn Quốc      | 2 tháng 10 năm 2012 | Tải về    | AB Entertainment LOEN Entertainment |